# Земо-Ламбало
Ламбало (азерб. Aşağı Ləmbəli, груз. ზემო ლამბალო) — село в Грузии. Находится в Сагареджойском муниципалитете края Кахетия. Высота над уровнем моря составляет 450 метров. Население — 2959 человека (2014).